# 姆溫塞縣

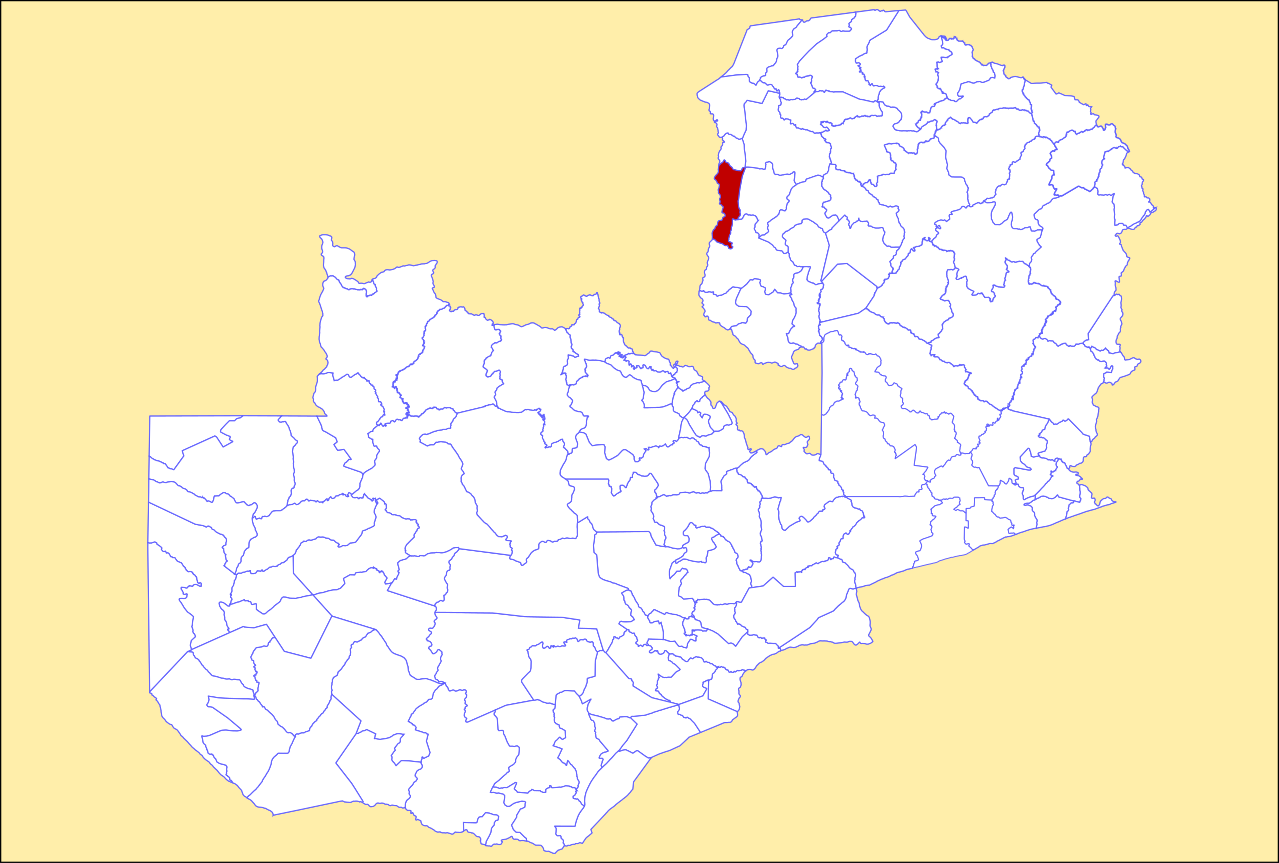

10°25′S 29°00′E / 10.417°S 29.000°E
姆溫塞縣（英語：Mwense District），是贊比亞的縣份，位於該國北部，由盧阿普拉省負責管轄，首府設於姆溫塞，面積6,718平方公里，2010年人口119,841，人口密度每平方公里17.8人。